# Międzynarodowa Służba Poszukiwań
Międzynarodowa Służba Poszukiwań (International Tracing Service, ITS) – centrum dokumentacji losów ofiar reżimu narodowosocjalistycznego oraz osób ocalałych. Z ponad 30 milionów dokumentów zgromadzonych w archiwum osoby prześladowane oraz ich potomkowie otrzymują z ITS informacje dotyczące doznanych represji; osadzenia w obozach, deportacji na roboty przymusowe, a także informacje zawarte w dokumentach powstałych po wojnie w ramach programu wsparcia ze strony aliantów. Zasoby archiwum stanowią jednocześnie podstawę do prowadzenia badań naukowych oraz szerzenia edukacji na ten temat. Aby w pełni sprostać powierzonym zadaniom, ITS korzysta z międzynarodowej współpracy z miejscami pamięci, archiwami i innymi instytucjami.
ITS upamiętnia ofiary holocaustu i nazistowskich zbrodni oraz wnosi trwały wkład w kulturę pamięci. Od 2013 roku oryginalne dokumenty archiwum zostały wpisane na Światową Listę Programu UNESCO „Pamięć Świata”.
Nadzór nad Międzynarodową Służbą Poszukiwań sprawuje Międzynarodowa Komisja, składająca się z przedstawicieli jedenastu państw: Królestwa Belgii, Republiki Francuskiej, Republiki Federalnej Niemiec, Republiki Greckiej, Państwa Izrael, Republiki Włoskiej, Wielkiego Księstwa Luksemburga, Królestwa Niderlandów, Rzeczypospolitej Polskiej, Zjednoczonego Królestwa Wielkiej Brytanii i Irlandii Północnej oraz Stanów Zjednoczonych. Działalność ITS jest w całości finansowana z budżetu Rzecznika Rządu ds. Kultury i Mediów (Beauftragter der Bundesregierung für Kultur und Medien, BKM).
Partnerem instytucjonalnym ITS jest obecnie Niemieckie Archiwum Federalne (Bundesarchiv).

## Cele i zadania ITS

### Udzielanie odpowiedzi na otrzymywane wnioski
Wyjaśnianie losów osób prześladowanych przez reżim nazistowski, poszukiwanie zaginionych osób, udzielanie informacji osobom prześladowanym oraz rodzinom ofiar nazistowskich prześladowań, są jednym z najważniejszych zadań działalności ITS. Ponad 70 lat po zakończeniu II wojny światowej, nadal co miesiąc do ITS nadchodzi ponad 1000 wniosków z całego świata. Dziś są to w większości wnioski młodszej generacji, poszukującej informacji na temat losów przodków. Udzielane przez ITS odpowiedzi zawierają, obok informacji o losach wojennych oraz kopii dokumentów, także informacje o charakterze historycznym. Wnioski można wypełniać online na stronie internetowej.
Dzięki aktywnej działalności działu poszukiwawczego ITS, rocznie w 30 przypadkach dochodzi do połączenia rodzin, których członkowie w wyniku deportacji na roboty przymusowe, czy emigracji, nie wiedzieli o swoim istnieniu (dla przykładu przyrodnie rodzeństwo). W prowadzeniu tego rodzaju poszukiwań ITS korzysta ze ścisłej współpracy z międzynarodowymi placówkami Czerwonego Krzyża i Czerwonego Półksiężyca.
ITS udziela informacji o następujących grupach osób prześladowanych przez reżim narodowosocjalistyczny:
- Osób wszystkich narodowości, byłych więźniów obozów koncentracyjnych, gett, obozów pracy i więzień Gestapo w okresie od 1933 do 1945 roku
- Osób przymusowo deportowanych na tereny byłej III Rzeszy, zmuszanych do wykonywania prac na rzecz okupanta
- Displaced Persons (DPs), tzw. osób przesiedlonych, które po wyzwoleniu pozostawały pod opieką międzynarodowych organizacji niesienia pomocy uchodźcom
- Dzieci, które podczas wyzwolenia nie ukończyły jeszcze 18-go roku życia, a należały do wyżej wymienionych grup osób prześladowanych
- Sowieckich jeńców wojennych i włoskich internowanych żołnierzy, a także innych jeńców wojennych osadzonych w obozach koncentracyjnych, bądź też zmuszanych do prac na rzecz okupanta

### Dostęp do dokumentów ITS
Od 1998 roku rozpoczął się proces cyfrowego zapisu zasobu Archiwum ITS, który w początkowej fazie miał przyśpieszyć i ułatwić szybsze opracowanie wniosków, a ponadto zabezpieczyć dokumenty przed zniszczeniem (do tej pory posługiwano się oryginalnymi dokumentami). Obecnie znaczna część archiwum jest dostępna w wersji cyfrowej, co pomaga w udostępnianiu zbiorów archiwalnych znacznie większej grupie użytkowników.
- Osoby zainteresowane mogą prowadzić poszukiwania na miejscu w Bad Arolsen, gdzie mają wgląd do cyfrowych kopii materiałów archiwalnych.
- Kopie materiałów archiwalnych i dokumentów Archiwum ITS zostały udostępnione siedmiu państwom członkowskim Międzynarodowej Komisji: Belgijskiemu Archiwum Narodowemu w Brukseli, Francuskiemu Archiwum Narodowemu w Pierrefitte-sur Seine, Londyńskiej Bibliotece im. Alfreda Wienera w Londynie, Jad Waszem, Instytutowi Pamięci Męczenników i Bohaterów Holocaustu w Jerozolimie, Centrum Dokumentacji i Badań Ruchu Oporu w Luksemburgu, Instytutowi Pamięci Narodowej (IPN) w Warszawie, a także United States Holocaust Memorial Museum (USHMM) w Waszyngtonie.
- Archiwum cyfrowe ITS powstało w 2015 roku, jego zasoby są nadal sukcesywnie powiększane. Jest ono dostępne wszystkim zainteresowanym online.

Dopiero po otwarciu Archiwum ITS w 2007 roku oraz jego przeistoczeniu z biura poszukiwań w centrum dokumentacji historii ofiar reżimu narodowosocjalistycznego, zgromadzone w nim dokumenty doczekały się opracowania zgodnego z potrzebami badań historycznych i archiwalnych aspektów.

### Badania historyczne
ITS wspiera badaczy, organizuje warsztaty, konferencje i dzięki tworzonym projektom, wystawom objazdowym oraz publikacjom naukowym, wskazuje na swój ogromny potencjał badawczy. Zespół pracowników ITS udziela odpowiedzi na zapytania naukowe oraz otacza opieką odwiedzających archiwum badaczy i naukowców. Zapytania naukowe i badawcze można kierować do ITS drogą elektroniczną, wypełniając formularz zgłoszeniowy na stronie.
Nowym ważnym aspektem na kanwie prowadzonych badań naukowych jest ścisła współpraca z instytucjami partnerskimi. Celem tej współpracy jest analiza zasobów cyfrowego archiwum ITS w kontekście wydarzeń historycznych oraz aktualnych zasad cyfryzacji.

### Edukacja
ITS podkreśla także swoją rolę jako partnera szkolnej i poza szkolnej edukacji, a także miejsc pamięci i innych organizacji działających na rzecz upamiętniania ofiar reżimu narodowosocjalistycznego. Ważnym elementem edukacji stają się organizowane przez ITS warsztaty dla publicystów i osób zajmujących się propagowaniem historii tego okresu. ITS, wykorzystując własny zasób archiwalny, publikuje także materiały edukacyjne.

## Archiwum ITS

### Zbiory dokumentów
Archiwum ITS jest największym na świecie zbiorem dokumentów dotyczących cywilnych ofiar nazistowskiej dyktatury, przechowującym w swoim zasobie około 30 milionów dokumentów z okresu od 1933 do 1945 roku, a także pierwszych lat powojennych. Zgromadzone dokumenty są świadectwem rozmiaru dokonanych prześladowań oraz zbrodni popełnionych przez nazistowskie Niemcy, bestialskiej, pozbawionej skrupułów eksploatacji robotników przymusowych oraz konsekwencji wieloletniej deportacji milionów ludzi.
Podstawę zbiorów archiwum ITS stanowią zabezpieczone przez aliantów dokumenty, twór nazistowskiej biurokracji, odnoszące się do masowych mordów, prześladowań oraz holocaustu. Wśród nich są także dokumentacje większej ilości obozów koncentracyjnych, więzień oraz gett.
Struktury funkcjonowania systemu robót przymusowych dokumentują zachowane książeczki pracy, dokumentacje medyczne i ubezpieczeniowe oraz kartoteki meldunkowe, sporządzone przez przedsiębiorstwa, zakłady ubezpieczeń oraz pracodawców zatrudniających robotników przymusowych.
W archiwum ITS zachowały się także akta niemieckiej instytucji Lebensborn (Źródło życia), organizacji Todt, Gestapo i SS. Ponadto znaczną część archiwum stanowi dokładna dokumentacja prowadzonych poszukiwań osób zaginionych oraz dokumentacja związana z programem wsparcia i pomocy udzielanej przez aliantów osobom, które po wojnie znajdowały się poza granicami swojej ojczyzny. Należy do nich także dokumentacja medyczna ocalałych więźniów obozów koncentracyjnych, akta Child Search Branch (Biuro Poszukiwań Dzieci), centralna kartoteka meldunkowa oraz wykazy emigrantów, opuszczających po wojnie Niemcy.
Aby stać się centralnym ośrodkiem przekazu informacji, ITS rozpoczął akcję pozyskiwania nowych dokumentów, które wzbogaciły pierwotne zasoby jego archiwum. Prowadzono poszukiwania w firmach i zakładach niemieckich, zatrudniających w czasie wojny robotników przymusowych. Także pozyskiwanie kopii dokumentów, zachowanych w innych archiwach, było częścią tej akcji. Poza tym, bardzo ważną część zasobu archiwum stanowią dokumenty powstałe w wyniku prowadzonych przez ITS prac poszukiwawczych i dokumentacyjnych. Zaliczamy do nich Centralną Kartotekę Nazwisk, która składa się z ok. 50 milionów kart, zawierających informacje o 17,5 milionach osób, a także trzy miliony nazwisk osób, dla których w poprzednich latach skierowano wnioski do ITS. Z wniosków tych powstały, tzw. akta korespondencyjne, zawierające, między innymi korespondencję prowadzoną przez ITS z ofiarami nazizmu lub ich rodzinami.

### Mienie zagrabione więźniom, zespół „Effekten”
Zespół archiwalny „Effekten”, to zbiór przedmiotów zagrabionych więźniom w momencie przyjazdu do obozów koncentracyjnych. Wśród nich zachowało się wiele portfeli, dowodów tożsamości, fotografii, listów, metryk, a także w nielicznych przypadkach biżuterii, papierośnic, obrączek, zegarków i piór wiecznych. Pamiątki te, zostały odebrane więźniom deportowanym do obozów koncentracyjnych Neuengamme (2.400) i Dachau (330). Poza tym, nieliczną część zachowanych pamiątek stanowią rzeczy osobiste kilku więźniów osadzonych w więzieniu Gestapo Hamburg, w obozach koncentracyjnych Natzweiler i Bergen-Belsen oraz w obozach przejściowych Amersfoort i Compiègne.
Nadrzędnym celem International Tracing Service jest zwrot zagrabionych przedmiotów właścicielom lub ich bliskim. Każdego roku w kilku przypadkach udaje się zwrócić pamiątki rodzinom prześladowanych. Ilość zwracanych pamiątek wzrosła, od kiedy w 2015 roku indeks nazwisk i fotografii zagrabionego mienia został umieszczony na stronie internetowej ITS digitalcollections.its-arolsen.org. Dzięki temu, osoby zainteresowane na całym świecie mogą prowadzić poszukiwania. Dokładne informacje na temat tego zespołu znajdują się na stronie.

### Archiwum cyfrowe
Do zadań stawianych ITS należy także udostępnianie posiadanych zbiorów archiwalnych szerszej publiczności. W 2015 roku rozpoczęto publikację wybranych zbiorów archiwum w internecie. Wybór zbiorów, które jako pierwsze znalazły się na portalu ITS, miał ścisły związek z ich naukowo-badawczym oraz archiwalnym opracowaniem. Dokumenty te, miały wzbudzić zainteresowanie nie tylko badaczy, historyków, czy naukowców (dla przykładu w kontekście prowadzonych projektów szkolnych), ale także osób represjonowanych oraz ich krewnych.
W 2015 roku pierwszymi trzema zespołami udostępnionymi online były: zdjęcia mienia zagrabionego więźniom, tzw. zespół Effekten, zespół akt działu zajmującego się poszukiwaniem zaginionych dzieci oraz dokumentacja dotycząca marszów śmierci, zawierająca system informacji geograficznych. Na powstałej w tym celu mapie, naniesiono nazwy wszystkich miejscowości występujących w dokumentacji o marszach śmierci.

## Historia ITS

### 1943-1951
Jeszcze w trakcie trwania II wojny światowej stało się pewnym, że w konsekwencji polityki prowadzonej przez nazistowskie Niemcy oraz trwających działań wojennych, w Europie powstanie ogromny problem związany z wysiedleniem i deportacją wielu milionów osób. Z uwagi na to w 1943 roku alianci zlecili rozpoczęcie dokładnych badań o sytuacji osób osadzonych w obozach koncentracyjnych, robotników przymusowych i innych deportowanych osób.
Kwatera Główna Aliantów (Supreme Headquarters Allied Expeditionary Force, SHAEF) w lutym 1944 roku powołała do życia Centralne Biuro Poszukiwawcze, którego siedzibę, z uwagi na ówczesną sytuację wojenną, przeniesiono z Londynu do Frankfurtu nad Menem.
Po zakończeniu wojny kierownictwo nad biurem przejęła Administracja Narodów Zjednoczonych do Spraw Pomocy i Odbudowy (United Nations Relief and Rehabilitation Administration, UNRRA), a w 1947 roku Międzynarodowa Organizacja Uchodźców (International Refugee Organization, IRO).
Już w styczniu 1946 roku siedzibą biura zostało małe miasto Arolsen, położone w północnej części kraju związkowego Hesja. Na wybór tego miasta miało ogromny wpływ jego geograficzne położenie. Miasto to, leżało bowiem w centrum ówczesnych stref okupacyjnych i dysponowało dobrą, niezniszczoną działaniami wojennymi, infrastrukturą. Swoją nazwę International Tracing Service otrzymało 1 stycznia 1948 roku.

### 1951-2007
W kwietniu 1951 roku kierownictwo nad ITS przejęła Wysoka Komisja Sojusznicza ds. Niemiec (Allied High Commission for Germany, HICOG). Właśnie wtedy stało się jasnym, że główną działalnością ITS będzie wystawianie zaświadczeń o doznanych represjach, sporządzanie aktów zgonu oraz dokumentacji niezbędnej do otrzymania zadośćuczynienia i odszkodowania przez osoby i rodziny pokrzywdzonych. Nie było jednak wówczas podstaw do podjęcia decyzji o wieloletniej działalności ITS. Dopiero po zakończeniu okupacji alianckiej Niemiec w 1955 roku wytyczono formalny kurs zakresu działań ITS:
Instytucja miała prowadzić swoją działalność pod kierownictwem neutralnej i politycznie niezależnej instytucji, nadzorowanej przez międzynarodową komisję, być finansowaną ze środków pochodzących z budżetu Republiki Federalnej Niemiec. Na prośbę ówczesnego kanclerza Niemiec Konrada Adenauera funkcję kierowniczą ITS objął Międzynarodowy Komitet Czerwonego Krzyża w Genewie (IKRK).
Zapisu prawnego, regulującego zakres obowiązków oraz mandat Służby Poszukiwawczej dokonano w dniu 6 czerwca 1955 roku w porozumieniach zawartych między rządami krajów uczestniczących a IKRK. Dla ważności tych umów, zwanych „Porozumieniem bońskim” przewidziano początkowo pięć lat z możliwością przedłużenia o kolejne pięć. W końcu, w dniu 5 maja 1965 roku uzgodniono nieokreślony czas działalności ITS. We wrześniu 1990 roku rząd Republiki Federalnej Niemiec zobowiązał się do kontynuowania finansowego wsparcia pracy ITS. W okresie wypłat odszkodowań dla wschodnich robotników przymusowych, pomiędzy 2000 a 2007 rokiem wpłynęło do ITS około 950 000 wniosków.

### 2007 do dziś
Po wieloletnich staraniach społeczeństwa i historyków, w listopadzie 2007 roku Międzynarodowa Komisja postanowiła udostępnić archiwum badaczom i naukowcom. W 2011 roku Międzynarodowa Komisja podpisała dwa nowe porozumienia odnośnie do przyszłości ITS: Konwencję Berlińską oraz Deklarację współpracy z Niemieckim Archiwum Federalnym, jako nowym partnerem instytucjonalnym.
Nowe porozumienia weszły w życie w dniu 1 stycznia 2013 roku i tym samym zastąpiły wcześniejsze porozumienie, sporządzone w Bonn dnia 6 czerwca 1955 roku. IKRK zapowiedział swoje odejście z końcem 2012 roku. Zmiany te, dały początek kompleksowym przekształceniom ITS: reorganizacji strukturalnej, profesjonalizacji archiwum i przejrzystemu opracowywaniu zgłaszanych wniosków, a także rosnącej oferty w dziedzinie badań i edukacji. Centralnym zadaniem ITS jest nadal wyjaśnianie losów ofiar nazistowskich i przekazywanie informacji krewnym poszkodowanych – jednak obecnie coraz częściej na czele działalności ITS stoi edukacja, pamięć i prowadzenie badań naukowych. Od 2013 roku partnerem instytucjonalnym ITS jest Niemieckie Archiwum Federalne (Bundesarchiv). W 2014 roku International Holocaust Remembrance Alliance (IHRA) w Londynie przyjął ITS jako swojego międzynarodowego partnera.

## Zasady działania ITS
ITS ma swoją siedzibę w Niemczech, jest jednak międzynarodową instytucją. Pieczę nad nią sprawuje Międzynarodowa Komisja, składająca się z przedstawicieli rządów jedenastu państw (Królestwo Belgii, Republika Francuska, Republika Federalna Niemiec, Republika Grecka, Państwo Izrael, Republika Włoska, Wielkie Księstwo Luksemburga, Królestwo Niderlandów, Rzeczpospolita Polska, Zjednoczone Królestwo Wielkiej Brytanii i Irlandii Północnej oraz Stany Zjednoczone Ameryki), która również udziela wytycznych odnośnie do działań podejmowanych przez ITS oraz kontroluje ich realizację w interesie byłych ofiar nazizmu.
Przewodnictwo w Międzynarodowej Komisji przejmuje rocznie inne państwo członkowskie.
Od stycznia 2016 roku dyrektorem ITS została, pochodząca z Francji Floriane Azoulay, ekspert w zakresie praw człowieka. W 2015 roku Międzynarodowa Komisja powołała ją na to stanowisko, które przejęła z rąk historyczki Rebekki Boehling, pełniącej dotychczas obowiązki dyrektora ITS. Od 2012 roku dyrektor ITS jest powoływany przez Międzynarodową Komisję i działa zgodnie z jej wytycznymi. Dyrektor ITS powoływany jest na okres pięciu lat i może być powołany ponownie tylko raz. Informacje na temat organizacji i pracy ITS oraz coroczne raporty, są dostępne w wersji elektronicznej na stronie internetowej ITS od 2002 roku.

## Osiągnięcia i wyróżnienia
Od 16 października 2013 roku oryginalne dokumenty archiwum zostały wpisane na Światową Listę Programu UNESCO „Pamięć Świata”.
Fragment przemówienia przedstawicielki UNESCO pani Joie Springer podczas wręczania certyfikatu wpisu na listę programu UNESCO, wygłoszonej w dniu 16 października 2013 roku w Bad Arolsen:
„Archiwum International Tracing Service w Bad Arolsen jest największym zbiorem oryginalnych dokumentów, które mówią o losie pomordowanych i prześladowanych w czasach nazistowskiej dyktatury, a także osób ocalałych. W swoim zasobie obejmuje dokumentację obozów koncentracyjnych i zagłady, gett oraz więzień Gestapo. Ponadto dokumentuje deportację i wykorzystywanie robotników przymusowych oraz losy ocalałych, którzy po wojnie próbowali wyemigrować ze zniszczonej Europy. Przeprowadzone z początkiem tego roku badania wykazały, iż archiwum to ma wyjątkowe znaczenie dla całej ludzkości i tak jak to już wielokrotnie zostało potwierdzone, przyczynia się do pogłębiania wiedzy na temat wpływu wojny na dalsze losy ludzkości. UNESCO ma nadzieję, że dzięki umieszczeniu zasobu archiwum na liście „Pamięć Świata”, jego rzeczywista wartość nabierze większego znaczenia.”